# マリア・テレサ・デ・バリャブリガ
マリア・テレサ・デ・バリャブリガ・イ・ロサス（María Teresa de Vallabriga y Rozas, condesa de Chinchón, 1759年11月6日 サラゴサ - 1820年2月26日 サラゴサ）は、スペイン王子ルイス・アントニオの身分違いの妻。チンチョン伯爵夫人。

## 生涯
義勇兵連隊の陸軍中佐だったソリベタ卿ホセ・イニャシオ・デ・バリャブリガ・イ・エスパニョルと、第4代カステルブランコ女伯爵ホセファ・デ・ロサス・イ・ドラモンド・デ・メルフォルトの間に生まれた。母方からジャコバイト亡命貴族のメルフォート伯爵家の血を引いていた。両親は有力な上流貴族ではなかった。幼い頃のことはよく知られていない。
1776年、16歳のときに、34歳年長のドン・ルイス王子と恋愛結婚するが、この婚姻は同年3月23日に発せられた国事詔書に基づいて貴賤結婚とされ、2人の間に生まれた子孫は王族の身分や王位継承権を否定された。
結婚生活はパラシオ・デ・ロス・ベラダ（Palacio de los Velada）で始まり、その後ベントゥラ・ロドリゲスが設計・建築を担当したアレーナス・デ・サン・ペドロのパラシオ・デ・ラ・モスケーラで1785年に夫の親王が死ぬまで続いたが、後者の邸宅の生活環境はマリア・テレサには耐え難く、夫の死後はこの邸宅を去っている。親王が彼女に遺した財産の目録は1787年に完成し、評価額は700万レアルと見積もられたが、その内訳は主に不動産と美術品のコレクションであり、自由になる金はほぼ残らなかった。
1797年に長女マリア・テレサが宰相マヌエル・デ・ゴドイに嫁いだ後はスペイン王室から親族として遇されるようになり、1800年12月7日に王妃マリア・ルイサ貴婦人勲章を受章した。1807年に始まった半島戦争とそれに伴うナポレオン支配の時期は次女マリア・ルイサとともにパルマ・デ・マヨルカに避難し、1813年に帰国した。その後の余生については知られておらず、故郷のサラゴサで暮らし、同市内ヌエストラ・セニョーラ・デル・ピラール聖堂に葬られた。
ゴヤとは家族ぐるみで友人付き合いがあったため、ゴヤの手になるマリア・テレサの肖像画が複数現存する。

## 子女
夫との間に3人の子をもうけた。
- ルイス・マリア（1777年 - 1823年） - トレド大司教、セビリア大司教、第14代チンチョン伯、スペイン摂政
- マリア・テレサ（1779/1780年 - 1828年） - 第15代チンチョン女伯、スペイン宰相マヌエル・デ・ゴドイと結婚
- マリア・ルイサ（1780年 - 1846年） - スペイン宰相ホアキン・デ・メルガレホと結婚

## ギャラリー
ゴヤによる他の肖像画

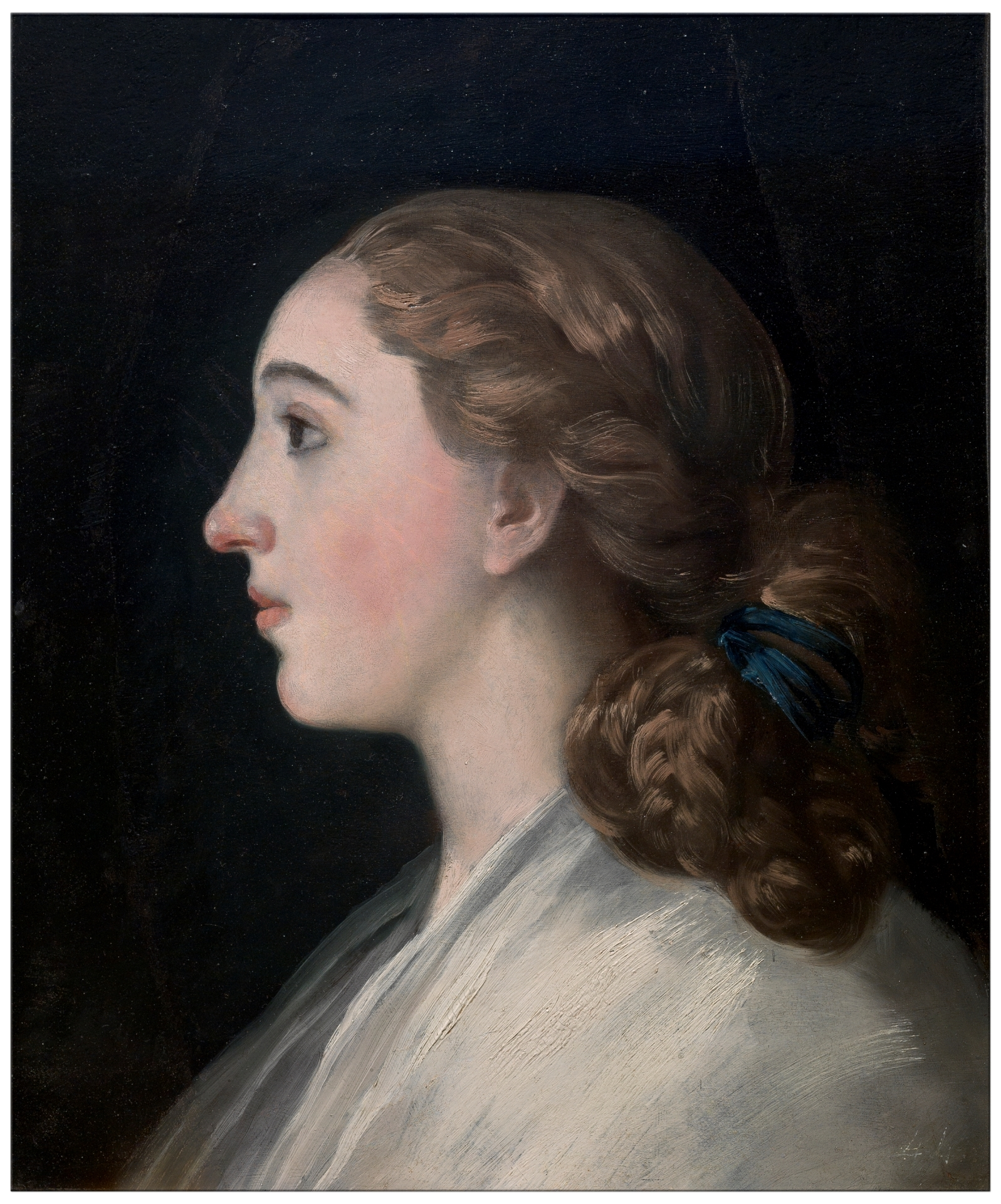
『マリア・テレサ・デ・バリャブリガ・イ・ロサスの肖像』1783年 プラド美術館所蔵
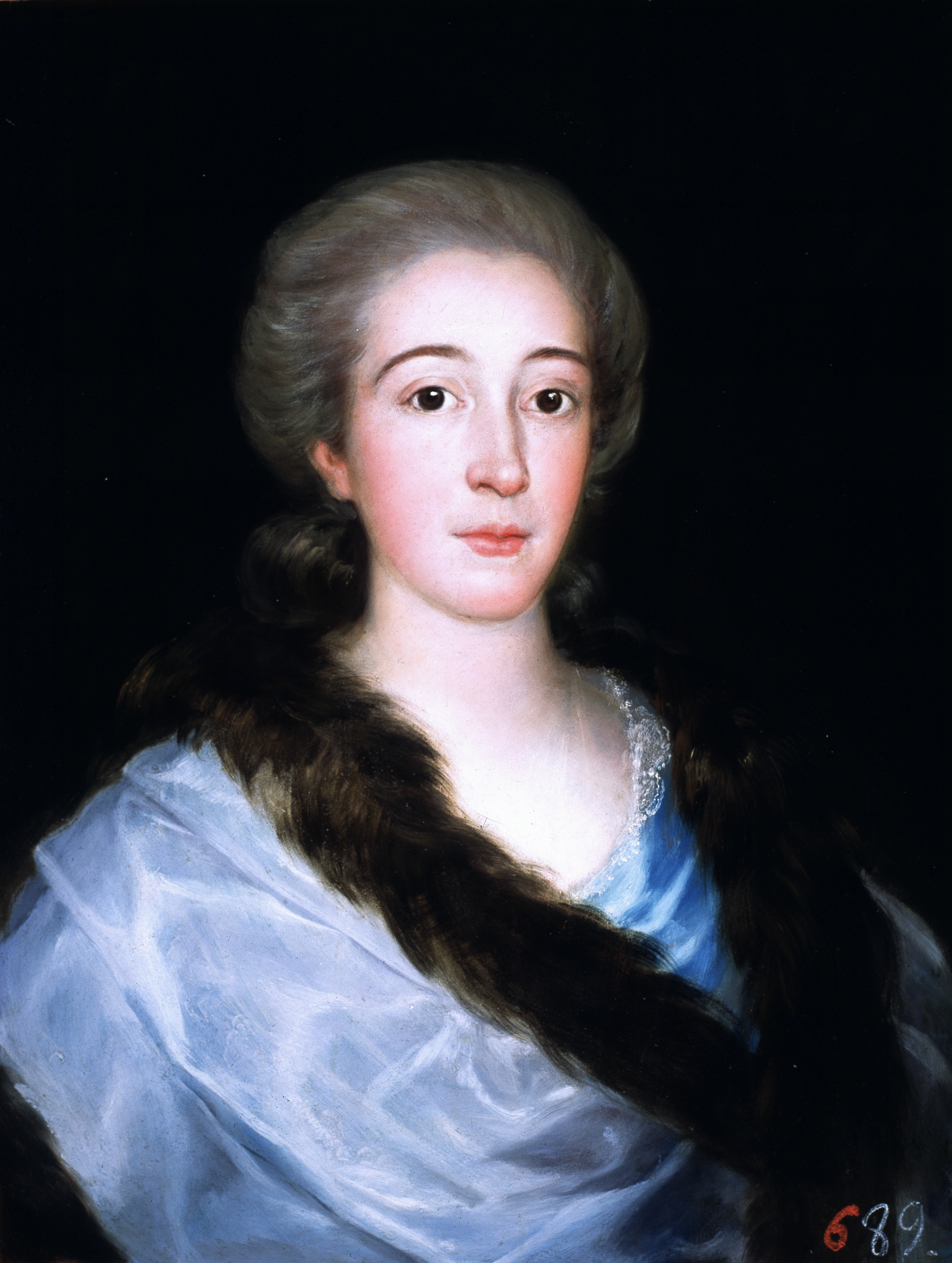
『マリア・テレサ・デ・バリャブリガ・イ・ロサスの肖像』1783年 個人蔵
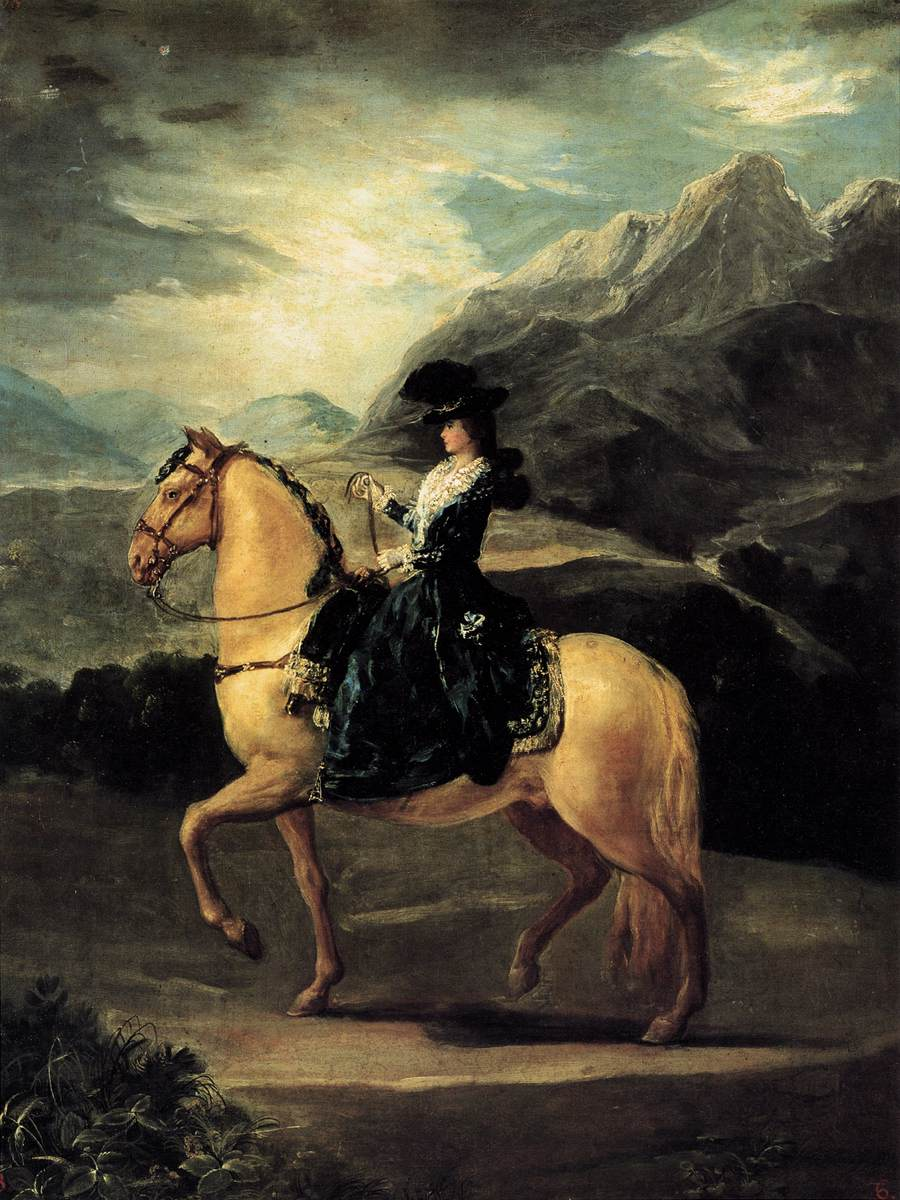
『マリア・テレサ・デ・バリャブリガ・イ・ロサス騎馬像』1783年 ウフィツィ美術館所蔵